# デザイナーフーズ計画
デザイナーフーズ計画（英: designer foods program）とは、1990年代にアメリカ国立癌研究所 (NCI)が中心となり、植物に含まれる化学物質（ファイトケミカル）の中から、がん予防に役立つ可能性のあるものを特定し、それを加工食品に加えることを目的として実施された計画である。この計画は、過去の観察研究の文献調査を基に、がん予防効果が期待される約40種類の野菜や果物をリスト化し、「デザイナーフーズピラミッド」として発表した。しかし、これらの食品のがん予防効果については、臨床試験では十分な科学的証拠が存在しない。米国ではこの計画は注目されなくなったが、日本では健康食品業界や代替医療業界で現在も広く引用され続けている。
デザイナーフード （英: designer food）とは、食品中に既に存在する栄養素や他の補完的な栄養素を強化または濃縮し、健康効果を持つように設計された食品を指し、同義語に「functional Food（機能性食品）」、「fortified food（強化食品）」、「Nutraceutical（栄養補助食品）」がある。デザイナーフードは、バイオテクノロジーや生物工学の手法を用いて「デザイン」されたり（例：遺伝子組み換え食品）、人工添加物を用いて「強化」されたりする。 具体例として、ビタミン強化グミ、ハーブ入りクラッカー、抗酸化物質入り清涼飲料水、栄養素を強化したミルクやプロテイン、栽培方法や飼料の改良で栄養価を高めた卵や植物、プロバイオティクスなどが挙げられ、このような強化プロセスは食品強化または栄養強化と呼ばれる。デザイナーフードの多くは科学的に証明されていない健康強調表示が伴う場合があり、「スーパーフード」として市場で宣伝されることがある。

## 歴史
1980年代、日本で「機能性食品」という用語が生まれ、近代的な栄養補助食品の市場が発展し始めた。機能性食品は、新しい成分や既存の成分を追加することで、健康増進や疾病予防などの追加機能を持つように設計され、通常の食事の一部として摂取される。この用語は、アントシアニンやカロテノイドの含有量を増加させた農作物など、意図的に栽培された形質にも適用される。
1989年、アメリカ国立癌研究所 (NCI)の毒物学者ハーバート・ピアソン博士は、「デザイナーフーズ」（designer foods）という概念を提唱した。これは、植物に含まれる天然の化学物質からがん予防の可能性のある物質を特定・分離し、それらを加工食品に組み込むことを目的としたものである。この取り組みでは、古くから中国や日本などで行われてきた民間療法に着目し、植物由来の薬効成分を科学的に解明してがん予防食品をデザインすることを目指していた。例えば、ピアソン博士は、緑茶に含まれる抗酸化物質に柑橘系のテルペンやフラボノイドを加え、がん予防効果のある飲料を開発するアイデアを提案した。これまで科学者たちは、in vitro(試験管内で)や実験動物による研究で、植物に含まれる化学物質を特定してきたが、それらの含有量は少なく、実用化には課題があった。ピアソン博士は、複数の植物化学物質を組み合わせることで相乗効果を生み出し、それぞれの必要量を減らし、副作用を最小限に抑えることが可能だと考えた。また、既存の食品に有益な植物化学物質を添加することで、通常食されている食品からの抽出物は「一般に安全と認められている」ので、規制当局の承認プロセスが迅速化される可能性があると考えた。
1990年、アメリカ国立癌研究所 (NCI)を中心とした「デザイナーフーズ計画」(designer foods program) が正式に立ち上げられた。この計画が発表されると、大きな産業になるとして食品業界から大きな注目を集め、約200社の民間企業が参加した。
デザイナーフーズ計画は、臨床試験でがんの予防効果を証明したものではなく、それまでの観察研究の文献調査に基づいている。世界中の観察研究の文献を収集し、報告数と研究の信頼度の高さを基準に、がん予防の効果が期待できる食材を精査した。
計画開始から10年後、がん予防効果が期待される約40種類の野菜や果物をランキングした「デザイナーフーズピラミッド」を発表した後、計画は終了した。他の多くの失敗した研究プロジェクトと同様、具体的な提言を残すことなく研究チームは解散し、米国ではピラミッドも計画自体も歴史的文書に痕跡を残すのみで、ほぼ忘れ去られた。
一方で、このピラミッドは科学的裏付けがないまま日本で生き延び、健康食品業界や代替医療業界でマーケティングツールとして利用されている。2016年時点でも、「デザイナーフーズピラミッド」を引用し、「ニンニクががん予防に最適な食材である」と主張する例が日本のメディアで見られている。

## 科学的根拠と限界
「デザイナーフーズ」「機能性食品」「栄養補助食品」と呼ばれる製品は、健康上の効果があるとされる成分を自然に含むか補強されているが、たとえ健康増進に役立つと証明された成分が含まれていても、その成分が体内で利用できる形であることや、効果を発揮するのに十分な量が含まれているという保証はない。米国農務省の研究化学者であるゲーリー・R・ビーチャーは「どの食品もガンに対する特効薬にはなり得ない」と述べている。科学者たちは、ラットで癌を予防することが分かった多くの化学物質が、人間での試験という試練にさらされたときに挫折したと指摘した。
国立医薬品食品衛生研究所安全情報部長の畝山智香子は、「何十年も前の図を使い続けること自体が科学的ではない」と述べ、「がんは多種多様な性質を持つ病気群であり、すべてに効果がある万能な解決法を主張するものは科学とは言えない」と強調した。
果物、野菜、全粒穀物、豆類、ナッツ類を多く含む健康的な食事の効果が、ファイトケミカル（植物化学物質）から生じるという証拠は限られているか存在しない。例えば、システマティックレビューやメタアナリシスでは、ファイトケミカルが乳がん、肺がん、膀胱がんに効果があるというエビデンスは弱いか、全くないことが示されている。米国では、植物性食品の消費ががんにどのような影響を及ぼす可能性があるかについて製品ラベルの文言を制限する規制が存在する。ポリフェノールなどのファイトケミカルは、ポリフェノールの摂取と何らかの病気の抑制や予防との間に因果関係を示す証拠がないため、欧米では特に食品表示から除外されている。トマトのファイトケミカルであるリコピンなどのカロテノイドのうち、米国食品医薬品局は、いくつかの癌タイプのいずれに対してもその効果に関する十分な証拠を見いだせず、結果としてリコピンを含む製品のラベルに記載する表示を制限している。
植物に含まれるフィトケミカルの抗酸化力は、ORAC法などの測定装置で数値化でき、かつてアメリカ食品医薬品局(USDA)は、食品中の抗酸化力（酸素ラジカル吸収能）を示すORAC値を公開していた。しかし、食品中の抗酸化物質の強さが体内で実際に抗酸化作用を発揮するという科学的証拠がないことから、USDAは2012年にORAC値の公開を中止した。

## デザイナーフーズピラミッド
デザイナーフーズ計画では、がん予防に有効性があると考えられる約40種類の植物性食品をピラミッド状に3段階で分類した。ピラミッドの最上段（第1段）には、がん予防効果が特に注目された食品が配置され、その下に第2段、第3段と続く。なお、各段内の食品の並び順は効果の順位とは関係がない。
| 第1段：にんにく、キャベツ、甘草（リコリス ）、大豆、ショウガ、セリ科の植物（ニンジン、セロリ、パースニップ ） |
| 第2段： タマネギ、お茶、ウコン（ターメリック）、玄米、全粒小麦、亜麻、柑橘類果実（オレンジ、レモン、グレープフルーツ ）、ナス科の植物（トマト、ナス、 ピーマン ）、アブラナ科の植物（ブロッコリー、カリフラワー、芽キャベツ ） |
| 第3段： マスクメロン、バジル、タラゴン、カラスムギ、ハッカ、オレガノ、キュウリ、タイム、アサツキ、ローズマリー、セージ、ジャガイモ、大麦、ベリー                                                                               |